# Дискографија Џи-Изија
Дискографија Џи-Изија, америчког репера, комплетан је списак његових издатих албума, синглова и видеа којих је издало више издавачких кућа. У својој досадашњој каријери овај амерички репер је издао пет студијских албума, шест микстејпова, шест ЕПа и четрдесет-два сингла (од тог броја двадесет-шест издатих синглова као главни извођач, петнаест синглова као гостујући извођач и један промоциони издати сингл).

## Албуми

### Студијски албуми
| Наслов албума                                                                                                | Детаљи албума | Позиције на топ-листама | Позиције на топ-листама | Позиције на топ-листама | Позиције на топ-листама | Позиције на топ-листама | Позиције на топ-листама | Позиције на топ-листама | Позиције на топ-листама | Позиције на топ-листама | Број продатих примерака | Сертификат(и)                    |
| Наслов албума                                                                                                | Детаљи албума | САД                     | САД р&б /HH             | САД реп                 | АУС                     | БЕЛ (Фландрија)         | КАН                     | НЗЛ                     | УК                      | УК р&б                  | Број продатих примерака | Сертификат(и)                    |
| --- | --- | ----------------------- | ----------------------- | ----------------------- | ----------------------- | ----------------------- | ----------------------- | ----------------------- | ----------------------- | ----------------------- | ----------------------- | -------------------------------- |
| The Epidemic LP                                                                                              | - Датум објављивања: 10. јул 2009. година - Издавачка кућа: Лично-издање - Формат(и): дигитални даунлоуд                  | —                       | —                       | —                       | —                       | —                       | —                       | —                       | —                       | —                       |                         |                                  |
| Must Be Nice                                                                                                 | - Датум објављивања: 26. септембар 2012. година - Издавачка кућа: Лично-издање - Формат(и): CD, дигитални даунлоуд        | —                       | 33                      | —                       | —                       | —                       | —                       | —                       | —                       | —                       |                         | - RIAA: златни                   |
| These Things Happen                                                                                          | - Датум објављивања: 23. јун 2014. година - Издавачка кућа: BPG, RVG, RCA - Формат(и): CD, дигитални даунлоуд, винил      | 3                       | 1                       | 1                       | 98                      | —                       | 15                      | 38                      | 171                     | 16                      | - САД: 250.000          | - RIAA: платинумски              |
| When It's Dark Out                                                                                           | - Датум објављивања: 4. децембар 2015. година - Издавачка кућа: BPG, RVG, RCA - Формат(и): CD, дигитални даунлоуд, винил  | 5                       | 1                       | 1                       | 36                      | 140                     | 8                       | 34                      | 62                      | 6                       |                         | - RIAA: платинумски - MC: златни |
| The Beautiful & Damned                                                                                       | - Датум објављивања: 15. децембар 2017. година - Издавачка кућа: BPG, RVG, RCA - Формат(и): CD, дигитални даунлоуд, винил | 3                       | 1                       | 1                       | 38                      | 87                      | 4                       | 25                      | 76                      | 8                       | - САД: 68.000           | - RIAA: златни - MC: златни      |
| The Endless Summer II                                                                                        | - Датум објављивања: биће прецизирано - Издавачка кућа: BPG, RVG, RCA Records - Формат(и): биће прецизирано               | —                       | —                       | —                       | —                       | —                       | —                       | —                       | —                       | —                       |                         |                                  |
| "—" озачава издање које или није дебитовало на тој топ-листи или није дебитовало у/на тој држави/територији. | |                         |                         |                         |                         |                         |                         |                         |                         |                         |                         |                                  |

### Микстејпови
| Наслов микстејпа     | Детаљи микстејпа                                                                                               |
| -------------------- | --- |
| The Tipping Point    | - Датум објављивања: 28. јул 2008. година - Издавачка кућа: Лично-издање - Формат(и): CD                       |
| Sikkis on the Planet | - Датум објављивања: 2009. година - Издавачка кућа: Лично-издање - Формат(и): CD                               |
| Quarantine           | - Датум објављивања: 2009. година - Издавачка кућа: Лично-издање - Формат(и): CD                               |
| Big                  | - Датум објављивања: 2010. година - Издавачка кућа: Лично-издање - Формат(и): CD, дигитални даунлоуд           |
| The Outsider         | - Датум објављивања: 31. март 2011. година - Издавачка кућа: Лично-издање - Формат(и): CD, дигитални даунлоуд  |
| The Endless Summer   | - Датум објављивања: 9. август 2011. година - Издавачка кућа: Лично-издање - Формат(и): CD, дигитални даунлоуд |

## ЕПови
- Fresh (2008)[22]
- Nose Goes са Свисом Крисом (2011)[23]
- Must Be Twice са Кристофом Андерсоном (2013)[24]
- These Things Also Happened са Кристофом Андерсоном (2014)[25]
- Step Brothers са Карниџом (2017)[26]
- The Vault (2018)[27]

## Синглови

### Као главни извођач
| "Lady Killers" (у дуету са Худи Ален)                                                                        | 2012 | —  | —  | —  | —   | —  | —  | —  | —  | —  | —  | | Must Be Nice                                      |
| "Marilyn" (у дуету са Домиником Леженом)                                                                     | 2012 | —  | —  | —  | —   | —  | —  | —  | —  | —  | —  | | Must Be Nice                                      |
| "Far Alone" (у дуету са Џејом Антом и И-фортином)                                                            | 2013 | —  | —  | —  | —   | —  | —  | —  | —  | —  | —  | - RIAA: златни | These Things Happen                               |
| "Almost Famous"                                                                                              | 2013 | —  | —  | —  | —   | —  | —  | —  | —  | —  | —  | - RIAA: златни | These Things Happen                               |
| "Tumblr Girls" (у дуету са Кристофером Андерсоном)                                                           | 2014 | —  | —  | —  | —   | —  | —  | —  | —  | —  | —  | - RIAA: златни | These Things Happen                               |
| "I Mean It" (у дуету са Ремом)                                                                               | 2014 | 98 | 27 | 20 | —   | —  | —  | —  | —  | —  | —  | - RIAA: 3× платинумски | These Things Happen                               |
| "Lotta That" (у дуету са ASAP Ferg-ом и Денијем Сетом)                                                       | 2014 | —  | 32 | 21 | —   | —  | —  | —  | —  | —  | —  | - RIAA: златни | These Things Happen                               |
| "Me, Myself & I" (са Биби Рексом)                                                                            | 2015 | 7  | 2  | 1  | 19  | 9  | 7  | 15 | 9  | 4  | 13 | - RIAA: 5× платинумски - ARIA: платинумски - BPI: платинумски - IFPI ДАН: платинумски - GLF: 3× платинумски - MC: 5× платинумски - RMNZ: 2× платинумски | When It's Dark Out                                |
| "Order More" (у дуету са Старом)                                                                             | 2016 | —  | 40 | —  | —   | —  | —  | —  | —  | —  | —  | - RIAA: платинумски | When It's Dark Out                                |
| "Drifting" (у дуету са Крисом Брауном и Торијем Ланезом)                                                     | 2016 | 98 | 33 | —  | —   | —  | —  | —  | —  | —  | —  | - RIAA: златни | When It's Dark Out                                |
| "Saw It Coming" (у дуету са Џеремајом)                                                                       | 2016 | —  | —  | —  | —   | —  | —  | —  | —  | —  | —  | | Ghostbusters (Original Motion Picture Soundtrack) |
| "Some Kind of Drug" (у дуету са Марком И. Басијем)                                                           | 2016 | 97 | 36 | 24 | —   | —  | —  | —  | —  | —  | —  | - RIAA: платинумски | When It's Dark Out                                |
| "Still" | 2016 | —  | —  | —  | —   | —  | —  | —  | —  | —  | —  | | Није сингл са албума                              |
| "Bone Marrow" (у дуету са Денијем Сетом)                                                                     | 2016 | —  | —  | —  | —   | —  | —  | —  | —  | —  | —  | | Није сингл са албума                              |
| "Vengeance on My Mind" (у дуету са Даном)                                                                    | 2016 | —  | —  | —  | —   | —  | —  | —  | —  | —  | —  | | Није сингл са албума                              |
| "Guala" (са Карниџом у дуету са Thirty Rack-ом)                                                              | 2017 | —  | —  | —  | —   | —  | —  | —  | —  | —  | —  | | Step Brothers EP                                  |
| "Good Life" (са Келанијем)                                                                                   | 2017 | 59 | 29 | 22 | 23  | 53 | 27 | 32 | 21 | 53 | 53 | - RIAA: златни - ARIA: златни | The Fate of the Furious: The Album                |
| "Shake It Up" (у дуету са И-чортином, MadeinTYO-ом и 24hrs-ом)                                               | 2017 | —  | —  | —  | —   | —  | —  | —  | —  | —  | —  | | Није сингл са албума                              |
| "Just Friends" (у дуету са Фемом)                                                                            | 2017 | —  | —  | —  | —   | —  | —  | —  | —  | —  | —  | | Није сингл са албума                              |
| "Get a Bag" (у дуету са Џадакисом)                                                                           | 2017 | —  | —  | —  | —   | —  | —  | —  | —  | —  | —  | | Није сингл са албума                              |
| "Nothing Wrong"                                                                                              | 2017 | —  | —  | —  | —   | —  | —  | —  | —  | —  | —  | | Није сингл са албума                              |
| "Wave" (у дуету са Rexx Life Raj-јем)                                                                        | 2017 | —  | —  | —  | —   | —  | —  | —  | —  | —  | —  | | Није сингл са албума                              |
| "No Limit" (у дуету са ASAP Rocky-јем и Карди Би)                                                            | 2017 | 4  | 2  | 2  | 43  | 7  | —  | 61 | 21 | 57 | 45 | - RIAA: 3× платинумски - ARIA: платинумски - BPI: сребрни - MC: платинумски - RMNZ: златни                                                              | The Beautiful & Damned                            |
| "Him & I" (са певачицом Халсеј)                                                                              | 2017 | 14 | 7  | 6  | 10  | 9  | 10 | 16 | 17 | 9  | 22 | - RIAA: платинумски - ARIA: 2× платинумски - BPI: сребрни - GLF: платинумски - MC: платинумски - RMNZ: златни                                           | The Beautiful & Damned                            |
| "Sober" (у дуету са Чарлијем Путом)                                                                          | 2017 | —  | 49 | —  | 216 | 80 | —  | —  | —  | —  |    | | The Beautiful & Damned                            |
| "1942" (у дуету са Јоом Готијем и YBN Nahmir-ом)                                                             | 2018 | 70 | 29 | —  | —   | 90 | —  | —  | —  | —  | —  | | Uncle Drew                                        |
| "—" озачава издање које или није дебитовало на тој топ-листи или није дебитовало у/на тој држави/територији. |      |    |    |    |     |    |    |    |    |    |    | |                                                   |

### Као гостујући извођач
| Наслов сингла | Година издања | Позиције на топ-листама | Позиције на топ-листама | Позиције на топ-листама | Позиције на топ-листама | Позиције на топ-листама | Позиције на топ-листама | Позиције на топ-листама | Позиције на топ-листама | Позиције на топ-листама | Сертификат(и)                                                                                  | Албум                 |
| Наслов сингла | Година издања | САД                     | АУС                     | БЕЛ (Фландрија)         | КАН                     | ФРА                     | ИРС                     | НЗЛ                     | ШПА                     | УК                      | Сертификат(и)                                                                                  | Албум                 |
| --- | ------------- | ----------------------- | ----------------------- | ----------------------- | ----------------------- | ----------------------- | ----------------------- | ----------------------- | ----------------------- | ----------------------- | ---------------------------------------------------------------------------------------------- | --------------------- |
| "Lights and Camera" (Јуна у дуету са Џи-Изијем) | 2014          | —                       | —                       | —                       | —                       | —                       | —                       | —                       | —                       | —                       |                                                                                                | Није сингл са албума  |
| "Fuck with U" (Пија Мија у дуету са Џи-Изијем) | 2015          | —                       | —                       | —                       | —                       | —                       | —                       | —                       | —                       | —                       |                                                                                                | Није сингл са албума  |
| "You Don't Own Me" (Грејс у дуету са Џи-Изијем) | 2015          | 57                      | 1                       | 42                      | 45                      | —                       | 13                      | 5                       | 19                      | 4                       | - RIAA: платинумски - ARIA: 3× платинумски - BPI: платинумски - MC: златни - RMNZ: платинумски | FMA                   |
| "Exotic" (Квинси у дуету са Џи-Изијем) | 2015          | —                       | —                       | —                       | —                       | —                       | —                       | —                       | —                       | —                       |                                                                                                | Није прецизирано      |
| "Give It Up" (Нејтан Сајкс у дуету са Џи-Изијем) | 2016          | —                       | —                       | —                       | —                       | —                       | —                       | —                       | —                       | 54                      |                                                                                                | Unfinished Business   |
| "You & Me" (Марк И. Баси у дуету са Џи-Изијем) | 2016          | 58                      | —                       | —                       | 84                      | —                       | 66                      | 10                      | —                       | 150                     | - RMNZ: платинумски                                                                            | Groovy People         |
| "Make Me..." (Бритни Спирс у дуету са Џи-Изијем) | 2016          | 17                      | 39                      | 33                      | 20                      | 11                      | 51                      | —                       | 80                      | 42                      | - RIAA: платинумски - MC: златни                                                               | Glory                 |
| "Over Again" (Квињ у дуету са Џи-Изијем) | 2016          | —                       | —                       | —                       | —                       | —                       | —                       | —                       | —                       | —                       |                                                                                                | Није прецизирано      |
| "Fashion Week" (Вејл у дуету са Џи-Изијем) | 2017          | —                       | —                       | —                       | —                       | —                       | —                       | —                       | —                       | —                       |                                                                                                | Shine                 |
| "Purple Brick Road" (Раквон у дуету са Џи-Изијем) | 2017          | —                       | —                       | —                       | —                       | —                       | —                       | —                       | —                       | —                       |                                                                                                | The Wild              |
| "F.F.F." (Биби Рекса у дуету са Џи-Изијем) | 2017          | —                       | —                       | —                       | —                       | —                       | —                       | —                       | —                       | —                       |                                                                                                | All Your Fault: Pt. 1 |
| "Say Less" (Дилон Френсис у дуету са Џи-Изијем) | 2017          | —                       | —                       | —                       | —                       | —                       | —                       | —                       | —                       | —                       |                                                                                                | Није прецизирано      |
| "I'm On 3.0" (Trae tha Truth у дуету са Ти-ајом, Дејвом Истом, Тијем Гризлијем, Кјуренсијем, Драмом, Снупом Догом, Фебјулусом, Риком Росом, Чамилионером, Џи-Изијем, Стајлс Пијем, И-фортином, Марком Морисоном и Гери Кларком Џуниором) | 2017          | —                       | —                       | —                       | —                       | —                       | —                       | —                       | —                       | —                       |                                                                                                | Tha Truth, Pt. 3      |
| "Love a Loser" (Кеси у дуету са Џи-Изијем) | 2017          | —                       | —                       | —                       | —                       | —                       | —                       | —                       | —                       | —                       |                                                                                                | Није прецизирано      |
| "Reverse" (Вик Менса у дуету са Џи-Изијем) | 2018          | —                       | —                       | —                       | —                       | —                       | —                       | —                       | —                       | —                       |                                                                                                | Није сингл са албума  |
| "—" озачава издање које или није дебитовало на тој топ-листи или није дебитовало у/на тој држави/територији. |               |                         |                         |                         |                         |                         |                         |                         |                         |                         |                                                                                                |                       |

### Промоциони синглови
| Налов сингла                                                                                                 | Година издања | Позиције на топ-листама | Позиције на топ-листама | Албум              |
| Налов сингла                                                                                                 | Година издања | САД                     | САД р&б/HH              | Албум              |
| --- | ------------- | ----------------------- | ----------------------- | ------------------ |
| "You Got Me"                                                                                                 | 2015          | —                       | 45                      | When It's Dark Out |
| "—" озачава издање које или није дебитовало на тој топ-листи или није дебитовало у/на тој држави/територији. |               |                         |                         |                    |

## Друге позициониране песме
| "Let's Get Lost" (у дуету са Девоном Болдвином)                                                              | 2014 | —  | —  | —  | —  | These Things Happen    |
| "Random" | 2015 | 94 | 31 | —  | —  | When It's Dark Out     |
| "One of Them" (у дуету са Бигом Шоном)                                                                       | 2015 | —  | 38 | —  | —  | When It's Dark Out     |
| "Of All Things" (у дуету са Ту Шортом)                                                                       | 2015 | —  | —  | —  | —  | When It's Dark Out     |
| "Calm Down"                                                                                                  | 2015 | —  | 41 | —  | —  | When It's Dark Out     |
| "What If" (у дуету са Гизлом)                                                                                | 2015 | —  | —  | —  | —  | When It's Dark Out     |
| "Everything Will Be OK" (у дуету са Келанијем)                                                               | 2015 | —  | —  | —  | —  | When It's Dark Out     |
| "The Plan"                                                                                                   | 2017 | 96 | 41 | 87 | 8  | The Beautiful & Damned |
| "The Beautiful & Damned" (у дуету са Зои Нешом)                                                              | 2017 | —  | —  | —  | —  | The Beautiful & Damned |
| "Love Is Gone" (у дуету са Drew Love-ом)                                                                     | 2017 | —  | —  | —  | 10 | The Beautiful & Damned |
| "—" озачава издање које или није дебитовало на тој топ-листи или није дебитовало у/на тој држави/територији. |      |    |    |    |    |                        |

## Гостујућа појављивања
| Име песме                             | Година издања | Извођач(и)                                          | Тип сарадње             | Албум                      |
| ------------------------------------- | ------------- | --------------------------------------------------- | ----------------------- | -------------------------- |
| "Casanova"                            | 2012          | Худи Ален, Скизи Марс                               | Колаборација            | Crew Cuts                  |
| "Starlife"                            | 2012          | Џеј Фај                                             | Колаборација            | $$OOPS$$                   |
| "I Ain't Missin'"                     | 2014          | Ду Би, Маино                                        | Колаборација            | Није песма са албума       |
| "When I Get Back"                     | 2014          | The Neighbourhood                                   | Колаборација            | #000000 & #FFFFFF          |
| "Gravity"                             | 2014          | The Code                                            | Колаборација            | Није песма са албума       |
| "Time"                                | 2015          | Скизи Марс, Оливер ди Кид                           | Колаборација            | The Red Balloon Project    |
| "90210"                               | 2015          | Блекбер                                             | Колаборација            | Deadroses                  |
| "Got It Like That (Микс Eleven 11-а)" | 2015          | Пел                                                 | Продуцент, колаборација | Није песма са албума       |
| "Queens (Ремикс Џи-Изија)"            | 2015          | Мистервејвс                                         | Продуцент, колаборација | Our Own House              |
| "Forbes"                              | 2015          | Боргор                                              | Колаборација            | Keep It Sexy               |
| "Light This Bitch Up"                 | 2016          | Пи-ло, Џеј Ант                                      | Колаборација            | Before Anything            |
| "This Is America"                     | 2016          | Паркер Игил                                         | Колаборација            | Није песма са албума       |
| "Wild Things" (Ремикс Џи-Изија)       | 2016          | Алеша Кара                                          | Продуцент, колаборација | Није песма са албума       |
| "Mercedez"                            | 2016          | Риф Раф, Џеј До                                     | Колаборација            | Peach Panther              |
| "Party Jumpin' 2"                     | 2016          | Џеј Сталин, The Jacka                               | Колаборација            | On Behalf of the Streets 2 |
| "Pretty Girls"                        | 2016          | Mistah F.A.B., Риквон и Карл Томас                  | Колаборација            | Son of a Pimp, Pt. 2       |
| "Always Wanted"                       | 2016          | Пи-Џеј                                              | Колаборација            | Rare                       |
| "FDT Part 2"                          | 2016          | YG, Меклмор                                         | Колаборација            | Није песма са албума       |
| "Tired of Talking (Ремикс Џи-Изија)"  | 2016          | Леон                                                | Продуцент, колаборација | Treasure                   |
| "Lowkey"                              | 2016          | Рори Фреско                                         | Колаборација            | Није песма са албума       |
| "Straight to the Point"               | 2016          | И-фортин, Езал                                      | Колаборација            | The D-Boy Diary: Book 1    |
| "Wicked"                              | 2017          | Менсионс                                            | Колаборација            | Менсионс                   |
| "Sike!"                               | 2017          | Марти Грајмс, Пи-ло                                 | Колаборација            | Cold Pizza                 |
| "Feel Good"                           | 2017          | Пи-ло                                               | Колаборација            | More Than Anything         |
| "Ain't a Damn Thing Change"           | 2017          | Статик Селекта, Џои Бедес, Ениса                    | Колаборација            | 8                          |
| "Hold On Me"                          | 2017          | Моси, YG, Лекс Аура                                 | Колаборација            | Fake Famous                |
| "Same Bitches"                        | 2018          | Пост Малон, YG                                      | Колаборација            | Beerbongs & Bentleys       |
| "Machika (Ремикс)"                    | 2018          | Џеј Балвин, Анита, Сфера Ебаста, Фиоти, Дуки и Жеон | Колаборација            | Није песма са албума       |